# Шерипов, Асланбек Джемалдинович
Асланбе́к Джемалди́нович Шери́пов (18 сентября 1897, Асланбек-Шерипово — 11 сентября 1919, Грозный, Терская область) — один из руководителей борьбы за Советскую власть на Северном Кавказе в годы Гражданской войны, один из создателей и руководителей Чеченской Красной армии. Старший брат Майрбека Шерипова. Член РКП(б) с 1919 года.

## Биография
Родился в 1897 году в селении Гатен-Кале (ныне Шатойский район) в семье чеченского офицера. Был определён в Полтавский кадетский корпус. Отказавшись от карьеры военного, перевёлся из кадетского корпуса в Грозненское реальное училище, которое окончил в 1917 году.
В апреле 1918 года стал одним из организаторов первого чеченского Совета в селе Гойты. В 1918 году делегат II — V съездов народов Терской области, член Терского народного совета. На II съезде народов Терека познакомился с С. М. Кировым. В своём выступлении на съезде заявил:
Мы в национальном Совете обсуждали вопрос о власти Совета народных комиссаров и пришли к заключению, что она, безусловно, будет признана.
С августа 1918 года — народный комиссар по национальным делам, с декабря нарком (без портфеля) Терской советской республики.
С июля 1918 года организатор (по поручению Серго Орджоникидзе) и с августа командующий Чеченской Красной армией, один из руководителей обороны Грозного от войск восставших терских казаков (август-ноябрь 1918 года). Руководимые им отряды совершали налёты на тылы осаждавшей Грозный белоказачьей армии. С февраля 1919 года командовал чеченскими партизанскими отрядами, действовавшими против Вооружённых сил Юга России.
11 сентября 1919 года отряд Шерипова напал на деникинский гарнизон в слободе Воздвиженской (ныне в черте города Грозный). В этом бою Шерипов был убит.

## Память

Памятник Николаю Гикало, Асланбеку Шерипову и Гапуру Ахриеву.

- В 1922—1944 годах село Серноводское называлось Асланбековское.
- В течение 1943 года жители республики собрали 13 млн рублей на строительство бронепоезда «Асланбек Шерипов»[4].
- Имя Шерипова в 1967—1993 годах носил Грозненский нефтеперерабатывающий завод — крупнейшее в СССР предприятие нефтехимической промышленности[5].
- В Грозном на памятнике Героям гражданской войны 1920-х годов Асланбек Шерипов изображён рядом с украинцем Николаем Гикало и ингушом Гапуром Ахриевым[6].
- В 1922 году на месте снесённого памятника генералу А. П. Ермолову был установлен памятник Шерипову. Памятник простоял до 1949 года, когда, после депортации чеченцев и ингушей, был снесён, а на его месте был восстановлен памятник Ермолову[7].
- В честь Шерипова названо его родовое село Асланбек-Шерипово в Шатойском районе Чечни.
- Дом, в котором в 1919 году жил Шерипов и находился штаб группы Терских областных повстанческих войск в 1919—1920 годах (Шатойский район, с. Шатой, Советская ул.), с 1967 года является памятником архитектуры[8].
- Именем Асланбека Шерипова названы улицы в Грозном[9], Первомайской[10], Закан-Юрте[11], Гудермесе[12] и целом ряде других населённых пунктов Чечни.
- Асланбеку Шерипову посвящён роман Магомета Мамакаева «Мюрид революции»[13].
- Илли, посвящённый Асланбеку Шерипову на YouTube.

### Мемориальные доски
- В 1960 году на здании средней школы № 2 в Грозном была установлена мемориальная доска с текстом:

Здесь в период с 1914 по 1917 годы учился славный герой Гражданской войны Асланбек Шерипов.
- Рядом со школой была установлена памятная стела с барельефом Асланбека Шерипова и его изречением:

В нас вы не найдёте мюридов газавата, но увидите мюридов революции.
- На бывшей улице Московской (ныне улица имени Асланбека Шерипова), на доме № 57, в котором жил Шерипов, в 1967 году была установлена мемориальная доска с надписью:

В этом доме с 1904 по 1917 год жил герой Гражданской войны, командующий Чеченской Красной Армией Асланбек Шерипов.

### Фильмы
- Художественный фильм «Приходи свободным» (1984 год) посвящён Шерипову, роль которого сыграл Дмитрий Золотухин.
- В 1963 году на Северо-Кавказской студии кинохроники был снят фильм «Песня о ветре» в двух частях, посвящённый Шерипову (режиссёр В. Еремеев, оператор В. Дзобаев)[17].